# B.R. Bruss
B.R. Bruss, pseudoniem van René Bonnefoy (Lempdes-sur-Allagnon, 16 december 1895 – Parijs, 30 september 1980) was een Frans schrijver. Hij schreef fantasy- en sciencefictionromans. Sommige van deze romans worden nu als klassiekers beschouwd. Enkele romans zijn in Nederlandse vertaling verschenen. Hij schreef ook onder andere pseudoniemen, waarvan de belangrijkste Roger Blondel is. Andere pseudoniemen die hij gebruikte zijn Marcel Castillan en Roger Fairelle. Hij schreef ook erotische romans onder de naam George Brass. In totaal schreef hij ongeveer vijftig romans, die werden vertaald in het Duits, Spaans, Nederlands, Italiaans, Turks, Portugees en Grieks.

## Biografie
Na een administratieve loopbaan begon hij pas laat aan zijn carrière als schrijver. Zijn eerste roman verscheen in 1946. Het was een sciencefiction roman getiteld "Et la Planete Sauta..." ("En de planeet ontplofte"). Meer sciencefictionromans volgden en in de jaren vijftig begon hij ook romans te schrijven onder de naam Roger Blondel. In 1951 startte in Frankrijk een populaire reeks voor sciencefiction, genaamd Anticipations, uitgegeven door Fleuve Noir, en al gauw werd B.R. Bruss er een van de belangrijkste medewerkers. Vanaf de jaren vijftig ging hij ook fantasyromans en gothic novels schrijven. Zij laatste roman, Les Espaces enchevetrés, verscheen in 1979.
Hij was ook actief in de beeldende kunst als schilder en beeldhouwer. Bruss stierf op de leeftijd van 84 jaar.

## Romans in Nederlandse vertaling
- B.R. Bruss - Het gedoemde dorp - Uitgeverij Luitingh, Laren N.H., 1974 ( Oorspronkelijke titel : "Le Bourg Envouté", 1964)
- B.R. Bruss - Een oog in het graf - Uitgeverij de Schorpioen, Stombeek-Bever, 1975 (Oorspronkelijke titel : "L'Oeil etait dans la tombe", 1955)
- B.R. Bruss - De beesten (ingekorte bewerking) - Uitgeverij Born, Vampier Roman nr. 8, 1973 (Oorspronkelijke titel : "Maléfices", 1956)

## Romans onder de naam B.R. Bruss

### Fantasy romans
- L'oeil était dans la tombe (1955)
- Maléfices (1956)
- Nous avons tout peur (1956) 
  - Duitse vertaling: Wir Haben Alle Angst - SEP VERLAG, Rüsselsheim, SEP Thriller nr. 7 (1969)
- Terreur en plein soleil (1958)
- Le Tambour d'angoisse (1962) 
  - Duitse vertaling: Trommeln des Todes (1974 & 1990)
- Le Bourg Envouté (1964)
- La Figurine de plomb (1965)
  - Duitse vertaling: Die Hexenmeister (1972 & 1991)
- Le Mort qu'il faut tuer (1971) 
  - Duitse vertaling: Die Magische seuche (1973 & 1992)
- L'Objet maléfique (1972)

### Sciencefiction romans
- Et la Panète Sauta... (1946)
- L'Apparition des Surhommes (1951)
- S.O.S. Soucoupes (1954)
- L'Anneau des Djarfs (1961)
- Le Grand Feu (1964)
- L'Espionne Galactique (1967)
- Le Grand Marginal (1971)
- Penelcoto (1975)
- Les Espaces enchevetrés (1979)